# Šagan
Lo Šagan (in russo  Шаган?) o Čagan (Чага́н), nel corso superiore Bol'šoj Čagan (Grande Čagan), è un fiume della Russia europea sud-orientale (oblast' di Orenburg) e del Kazakistan (Regione del Kazakistan Occidentale), affluente di destra dell'Ural.
Il Bol'šoj Čagan ha origine dai contrafforti sud-occidentali dell'Obščij Syrt, nel Pervomajskij rajon e scorre mediamente in direzione orientale. Sfocia nell'Ural a 793 km dalla foce, presso la città kazaka di Oral. Il fiume ha una lunghezza di 264 km, l'area del suo bacino è di 7 530 km².
Il principale affluente è il Derkul proveniente dalla destra idrografica.